# Liste der Kulturdenkmäler in Obervieland
In der Liste der Kulturdenkmäler in Obervieland sind alle Kulturdenkmäler des Bremer Stadtteils Obervieland aufgelistet.
Grundlage ist die vom Landesamt für Denkmalpflege Bremen (LfD) veröffentlichte Landesdenkmalliste. Die amtlichen Daten wurden direkt aus einem Export der Denkmaldatenbank beim LfD 
mit dem Stand von März 2025 übernommen.

## Hinweise
Weitere Erläuterungen zum Aufbau dieser Liste und zu ihrem Inhalt bietet die Seite Inhalte der Tabellen.
Die anklickbare Karte rechts leitet zu den Listen der anderen Stadtteile. Auf der Übersichtsseite befindet sich eine größere Karte.
Wichtig für Autoren:  Links zu Artikeln oder Architekten sowie Bilder oder Koordinaten der Objekte auch/nur in die Ergänzungsliste eintragen, da die Tabelle mittels Datentechnik erstellt wird. Änderungen in der Tabelle von Hand werden sonst beim nächsten Update überschrieben.
|  | Mit dem Bremer Express-Upload können Bilder mit automatischer Zuordnung zu den Objekten auf Commons hochgeladen werden. Bitte dazu auf das Kamera-Symbol in der jeweiligen Tabellenzeile klicken. Eine Kurzinformation bietet diese Projektseite. |

## Denkmalliste Obervieland
| Objekt                                 | Typ                | Baujahr              | Architekt/Künstler                                           | Adresse | Koordinaten Wikidata | Art? | Objekt-Nr.? | Bild |
| -------------------------------------- | ------------------ | -------------------- | ------------------------------------------------------------ | --- | -------------------- | ---- | ----------- | ---- |
| Poppes Landhaus                        | Landhaus           | um 1770              |                                                              | Arsterdamm 10 | Lage Q41340871       | ED   | 0091,T      |      |
| Plastik                                | Plastik            |                      |                                                              | | Lage Q42302394       |      | 0091,T001   |      |
| St. Markus-Kirche und Gemeindezentrum  | Kirche, Kirche ev. | 1953–1955            | Brandt, Fritz Kubica, Herbert Führer, Alfred                 | Arsterdamm 12, 14, 16 | Lage Q42302396       | ED   | 0092        |      |
| St. Johannis                           | Kirche, Kirche ev. | um 1250              |                                                              | Arster Landstraße 51 | Lage Q2319184        | ED   | 0093        |      |
| Haus Röpke                             | Wohnhaus, Landhaus | 1925                 | Jatho, Heinrich                                              | Kattenescher Weg 19 | Lage Q42302398       | ED   | 0647        |      |
| St. Johannes-Gemeinde, Pfarrhaus       | Pfarrhaus          | 1853                 |                                                              | In der Tränke 23, 25 | Lage Q42302400       | ED   | 1208        |      |
| St. Johannes-Gemeinde, Pfarrgarten     | Pfarrgarten        | 18. Jahrhundert 1946 |                                                              | In der Tränke 23, 25 | Lage Q42302402       | ED   | 1210        |      |
| St. Johannes-Gemeinde, Katechesierhaus | Katechesierhaus    | 1852                 |                                                              | In der Tränke 23, 25 | Lage Q42302414       | ED   | 1214        |      |
| Thomas-Kirche                          | Kirche, Kirche ev. | 1963–1966            | Brandt, Fritz Meistermann, Georg                             | Soester Straße 42b | Lage Q117263038      | ED   | 1980        |      |
| Siedlung Auf dem Beginenlande 4        | Siedlung           | 1939–1942            | Kummer, Karl Fischer, K. Rudolf Amt für Wohnung und Siedlung | Auf dem Beginenlande 4, 6, 8, 10, 12, 14, 16, 18, 20, 22, 24, 26, 28, 30, 32, 34, 36, 38, 40, 42, 44, 46, 48, 50, 52, 54, 56, 58, 60, 62, 64, 66, 68, 70, 72, 74, 76, 78, 80, 82, 84, 86, 88, 90, 92, 5, 7, 9, 11, 13, 15, 17, 19, 21, 23, 25, 27, 29, 31, 33, 35, 37, 39, 41, 43, 45, 47, 49, 51, 53, 55, 57, 59, 61, 63, 65, 67, 69, 71, 73, 75, 77, 79, 81, 83, 85, 87, 89, 91 | Lage Q56199327       | GA   | 3488        |      |
| Gasthof Zur Börse                      | Restaurant         | 1878 1895            | Lüllmann, Hermann                                            | Arster Heerstraße 35, 37 | Lage Q104414172      | ED   | 4267        |      |

Anzahl der Objekte in Obervieland: 11, davon mit Bild: 5 (45 %).